# Bull Mountain
Bull Mountain az Amerikai Egyesült Államok északnyugati részén, Oregon állam Washington megyéjében, Tigardtól nyugatra, King Citytől északra, Beavertontól pedig délre elhelyezkedő statisztikai- és önkormányzat település. A 2010. évi népszámláláskor 9133 lakosa volt. Területe 5,17 km², melynek 100%-a szárazföld.
Nevét a közeli Bull-hegyről kapta. Az északkeleti településrészt Tigardhoz csatolták, de a további elcsatolást megakadályozták.
A rendfenntartást és a tűzvédelmet a Tualatin Valley Fire and Rescue látja el.

## Tervek Tigardhoz csatolására
Tigard Bull Mountain teljes területét annektálni szerette volna. A közösség jövője bizonytalan.
2004-ben Tigard úgy szerette volna területéhez csatolni Bull Mountaint, hogy a szokásos menettől eltérően a közösség lakóinak voksai ugyanannyit érnek, mint a városlakóké, így Bull Mountain erősen alulreprezentált lett volna. A választókerület-manipuláció ezen formája nagy felháborodást okozott, és Bull Mountainben kampányt indítottak az annexió ellen. A Friends of Bull Mountain szervezet Larry Der képviselőnél elérte, hogy az elcsatoláshoz sokkal nagyobb arányú érvényes szavazat kelljen.
A jogi vitáktól félve Tigard engedett a követeléseknek, és ennek következtében nem sikerült Bull Mountaint a városhoz csatolni (a tigardiak 64,71%-a szavazott az elcsatolásra, viszont a Bull Mountain-iek 88,62%-a ellene voksolt).
Más annexiós ügyekhez hasonlóan a fő kérdés itt is az adók mértéke volt. A Bull Mountain-iek nagy része azért ellenkezett, mert féltek, hogy több adót kell fizetniük, viszont a közszolgáltatások nem javulnak; valamint Tigard csak a bevételei növelése miatt szeretné annektálni őket. Ezen felül olyan félelmük is volt, hogy hiába fizetnének adót, nem hallathatnák a hangjukat. A városlakók viszont arra panaszkodtak, hogy a közösség lakói anélkül használják településük parkjait, hogy bármit fizetnének.
Washington megye arra ösztönzi a jogi személyiség nélküli helységeket, hogy csatlakozzanak más városokhoz, mivel akkor nem a megyének kellene biztosítania a közszolgáltatásokat. Tigard a referendum óta kisebb területek elcsatolásával próbálkozik.
2006 tavaszán aláírásgyűjtést indítottak, hogy Bull Mountain városi rangot kaphasson.
2006 augusztusában a megye engedélyezte a szavazás kiírását. Az ECONorthwest hatástanulmányt készített; megállapították, hogy a közösség megfelel a városi rang kritériumainak (önkormányzat finanszírozása, közszolgáltatások). Tigard nem értett egyet a határokkal, mert szerintük számos városi tulajdonban lévő ingatlan található Bull Mountainben, és kérték, hogy módosítsák a határokat, ám ezt a megye visszautasította. Ezután egy 249 000 m²-es területet akartak annektálni; Bull Mountain szerint ez egy 24. órai elkeseredett próbálkozás minél nagyobb terület megszerzésére a várossá nyilvánítás előtt. Az ügy bíróságra került, de visszautasították, mivel szerintük Tigard törvényszerűen járt el. Ezután petíciót indítottak, de azt is elvetették.
2006 novemberében a várossá nyilvánítási szavazáson a nemek győztek (1887 szavazattal) az igenekkel szemben (1734 szavazat).

## Friends of Bull Montain
A Friends of Bull Mountain egy helyi szervezet, amely a helyi fejlesztések támogatására jött létre. Nagy szerepet játszott a közösség önállóságának megőrzésében, amikor 2004-ben Tigardhoz akarták csatolni.
A 2004-es győzelem után Jerry Krummel képviselő több, a közösséget védő törvényjavaslatot is sikeresen életbe léptetett. Ilyenek voltak a szolgáltatóváltásról szóló, valamint eltörölték azt a szabályt, hogy városi ranghoz folyamodáskor az 5 km-en belüli másik települések megvétózhatják a tervet; így Bull Mountain már önállóan is városi ranghoz folyamodhat.

## Népesség
A 2010-es népszámláláskor  9133 lakója, 3171 háztartása és 2585 családja volt. A népsűrűség 1766,5 fő/km2. A lakóegységek száma 3284, sűrűségük 635,2 db/km2. A lakosok 81,3%-a fehér, 1,5%-a afroamerikai, 0,5%-a indián, 10,8%-a ázsiai, 0,3%-a a Csendes-óceáni szigetekről származik, 0,9%-a egyéb, 4,7%-a pedig kettő vagy több etnikumú. A spanyol vagy latino származásúak aránya 5,4% (3,5% mexikói, 0,2% Puerto Ricó-i, 0,1% kubai, 1,6% egyéb spanyol vagy latino származású.)
A háztartások 45,3%-ában élt 18 évnél fiatalabb. 69,9% házas, 8,5% egyedülálló nő, 3,2% egyedülálló férfi, 18,5% pedig nem család. 13,4% egyedül élt; 3,2%-uk 65 éves vagy idősebb. Egy háztartásban átlagosan 2,88 személy élt; a családok átlagmérete 3,17 fő.
A medián életkor 37,4 év volt. Lakóinak 29,4%-a 18 évesnél fiatalabb, 3,6% 18 és 24 év közötti, 28,8%-uk 25 és 44 év közötti, 31%-uk 45 és 64 év közötti, 7,2%-uk pedig 65 éves vagy idősebb. A lakosok 49%-a férfi, 51%-a pedig nő.

## Fordítás
Ez a szócikk részben vagy egészben  a   Bull Mountain, Oregon című angol Wikipédia-szócikk ezen változatának fordításán alapul.  Az eredeti cikk szerkesztőit annak laptörténete sorolja fel. Ez a jelzés csupán a megfogalmazás eredetét és a szerzői jogokat jelzi, nem szolgál a cikkben szereplő információk forrásmegjelöléseként.